# Shana Pearson
Pour les articles homonymes, voir Pearson.
 (mars 2015).
Si vous disposez d'ouvrages ou d'articles de référence ou si vous connaissez des sites web de qualité traitant du thème abordé ici, merci de compléter l'article en donnant les références utiles à sa vérifiabilité et en les liant à la section « Notes et références ».
Shana Pearson (aussi appelée avant Shana P), née à Genève, est une chanteuse, compositrice de pop et de musique soul, d'origine helvético-américaine.

## Biographie
Shana Pearson est née à Genève. Sa mère, née Pearson, est originaire du Michigan aux États-Unis ; son père est suisse.
Elle suit sa scolarité à Coppet, au collège des Rojalets. Son travail de maturité consiste en l'enregistrement d'un CD. Elle est titulaire d'un bachelor en communication et médias de l'Université Webster de Genève (en) et y est chargée de recruter de nouveaux élèves.
Elle est mariée et habite Lausanne depuis 2013, après avoir résidé à Nyon.

### Parcours artistique
Son arrière-grand-mère était chanteuse d'opéra au Victoria Hall de Genève. Sa mère jouait piano et son père de la guitare électrique.
À l'âge de 8 ans, elle commence à chanter en tant que soliste dans un chœur donnant une vingtaine de représentations par années en France et en Suisse. À 11 ans, elle et son chœur enregistrent un album aux studios de la TSR. Quelques années plus tard, la musique qu'elle crée s'ouvre sous un aspect totalement différent à travers des styles comme le jazz, la soul, le gospel, le rhythm and blues et le hip-hop. Elle commence alors à chanter des couplets pour des groupes de rap locaux, puis elle accompagne un chanteur ragga à Nyon en tant que choriste à l'âge de 16 ans. À ce moment-là, elle découvre l'écriture et commence à créer sa propre musique.
Elle se présente à l'âge de 17 ans à un casting de la Star Academy, mais n'est pas retenue. Elle se présente aussi sans succès au casting de la Nouvelle Star.
En 2005, alors qu'elle se produit sur la scène de l'FMR à Genève, Laurent Dufour, un producteur, l'approche et lui demande une démo. Il travaille pour Maste Agency, une entreprise exerçant dans l'évènementiel et le management d'artistes. Shana Pearson devient alors la première artiste signée chez Maste Agency.
Artiste indépendante depuis 2015, Shana Pearson sort son EP Fearless le 31 octobre 2016 dont 5 singles issus de cet album qui ont connu un succès en Suisse mais notamment à l'étranger. En 2015, Shana Pearson fait la première partie de Gad Elmaleh au festival Sion Sous Les Étoiles le 15 juillet 2015, ainsi que deux performances à la Fashion Week de New York le 13 septembre 2015 pour présenter en avant première son premier single "Stronger". produit par le producteur Américain David Schoenwetter. Malgré le Covid et la situation incertaine, le 5 juin 2020,elle sort son nouveau single "Steal You" qui connaît un succès en radio mais aussi sur YouTube[réf. nécessaire].
Shana Pearson a sorti deux albums lorsqu'elle était encore signée entre 2009 et 2013: Love Inferno qui est sorti le 21 mai 2013 et Regarde-Moi le 30 octobre 2009. Dans Love Inferno, on y trouve des producteurs suisses (tel que J-Fase) ainsi que des producteurs internationaux tels que Drew Money" des États-Unis qui a produit 3 morceaux de l'album de Nicki Minaj Pink Friday). Le premier album Regarde-Moi a connu un succès en Suisse puisqu'il a été certifié Disque d’or en 2010. L'album inclut les hits Hot Party featuring Elephant Man et Regarde-Moi qui a plus d'1 million de vues sur YouTube.
En 2011, Shana P collabore avec le disc jockey et chanteur Big Ali sur le single Distress. Ils tournent le clip à Miami et font une tournée d'une vingtaine de dates dans toute la France. Un tournant décisif da8ns la carrière de Shana Pearson puisque le morceau se classe à plusieurs reprises dans les charts français et autres musicaux (NRJ, W9, Direct Star, MCM). En 2013, Big Ali l'invite pour faire la première partie de Justin Bieber au Zénith de Strasbourg le 8 avril 2013.
En 2008, l'artiste féminine est élue « Révélation Rnb Suisse de l'année ».
Shana P collabore avec divers artistes tels que : Big Ali, Elephant Man,J-Ro de Tha Alkaholiks (États-Unis), KayDee (États-Unis), VR (France), Opee (Suisse), Elle est également présente sur le dernier album de Double Pact Au Revoir ainsi que sur le deuxième album solo de Nega 2, mais aussi sur le dernier album de Salif Curriculum Vital sur le morceau Cursus Scolaire.

## Engagements

### Causes
En 2004, un gala a été organisé au Palais de Beaulieu de Lausanne dans le but de récolter des fonds pour l'association Kiwanis, qui lutte contre la mucoviscidose. Pour cet événement, une audition avait été tenue avec plus de 500 candidats, parmi lesquels sept ont été sélectionnés pour intégrer une troupe qui se produirait pendant une année dans divers concerts et émissions. En 2009, une chanson intitulée « Chaque seconde compte », en collaboration avec Osir et financée par La Compagnie de Rothschild, a été créée pour sensibiliser à la protection de l'environnement et a été présentée lors de la conférence annuelle sur l'environnement à Prague. En décembre 2014, le projet « Shine On » a vu le jour, avec tous les fonds récoltés étant entièrement reversés à l'UNICEF.

## Scènes

### Participations
- 2007 : Tournée de Nega.
- 2007 : Tournée d’Opee.
- 2011 : Tournée avec Big Ali
  - NRJ Party Corsica
  - NRJ Extravadance Tour à Nice, Sète, Royan
  - Scoop Tour à Clermont-Ferrand
  - Night for Life à Metz
- 2015 : New York Fashion Week[9]

### Premières parties
- 2007 : Première partie de JoeyStarr aux côtés de Nega à Lausanne en Suisse
- 2007 : Première partie de Soprano aux côtés de Opee à Lausanne
- 2008 : Première partie de Vitaa à Genève
- 2009 : Première partie de Marques Houston à Genève
- 2009 : Première partie de Zaho à Genève
- 2010 : Première partie de Marques Houston à Zurich
- 2010 : Première partie de La Fouine à Genève
- 2010 : Première partie de Sean Paul à Genève et à Bâle
- 2013 : Première partie de Justin Bieber avec Big Ali au Zénith de Strasbourg[10]
- 2015 : Première partie de Matt Pokora à Montreux en Suisse
- 2015 : Première partie de Gad Elmaleh au Festival Sion Sous Les Étoiles à Sion en Suisse
- 2017 : Première partie de Tal à Lausanne

## Discographie

### Singles
- 2015 : Stronger
- 2016 : Burning Up
- 2016 : Not Afraid
- 2017 : Waves
- 2017 : Surrender
- 2019 : You Got It
- 2020 : Still
- 2020 : Steal You, formaté à Londres[11]
- 2021 : Heroman
- 2022 : Pour de bon

### Albums
- 2009 : Regarde-Moi, disque d'or[2], label Maste Agency
- 2013 : Love Inferno[12], label Maste Agency. Album en anglais dont elle écrit tous les textes[2].
- 2016 : Fearless, réalisé grâce au financement participatif[4]
- 2023 : Ignite[13]

### Projets
- 2006 : Double Pact Au-revoir
- 2006 : Kaydee We are the Groove
- 2006 : Mixtape In your face vol. 7
- 2007 : Nega 2
- 2009 : Vincz Lee The Invinczible
- 2011 : Big Ali feat. Shana P Distress (S.O.S)
- 2012 : single Envie de Jimix feat. Shana P
- 2012 : single Back to You Djerem feat. Shana P - 2e place du Swiss Music Track pour la Street Parade
- 2014 : single de Noël Shine On dont tous les fonds sont versés à l'UNICEF
- 2017 : finales suisses Eurovision avec le single Exodus[14]